# Nati nel 1957/Ottobre
| Questa pagina contiene informazioni ricavate automaticamente dalle voci biografiche con l'ausilio del template Bio e di un bot. L'aggiornamento è periodico e automatico e ricostruisce completamente la pagina. Se manca una persona in questa lista, sei pregato di non aggiungerla, ma accertati piuttosto che la sua voce biografica contenga il template Bio e che i dati anagrafici siano correttamente compilati. Se il template Bio manca, inseriscilo tu stesso o, in alternativa, metti l'avviso {{tmp\|Bio}} che ne segnala la mancanza. Se i dati riportati sono sbagliati, correggi direttamente la voce biografica; le modifiche saranno visibili in questa lista entro pochi giorni. Per chiarimenti vedi il progetto biografie. La lista contiene solo le 309 persone che sono citate nell'enciclopedia e per le quali è stato implementato correttamente il template Bio. Pagina aggiornata al 10 ago 2025. |

- 1º ottobre - Ian Allinson, allenatore di calcio e ex calciatore inglese
- 1º ottobre - Dean Blackwell, ex calciatore inglese
- 1º ottobre - Yvette Freeman, attrice statunitense
- 1º ottobre - Naeem Mubarak, ex calciatore kuwaitiano
- 1º ottobre - Massimo Ostillio, giornalista e politico italiano
- 1º ottobre - Harald Rein, teologo e vescovo vetero-cattolico tedesco
- 1º ottobre - Giorgio Roselli, allenatore di calcio e ex calciatore italiano
- 1º ottobre - Paolo Scarpa Bonazza Buora, politico italiano
- 1º ottobre - Éva Tardos, matematica ungherese
- 1º ottobre - Tony Zeno, ex cestista statunitense
- 2 ottobre - José Maria de Almeida, politico brasiliano
- 2 ottobre - Wade Dooley, ex rugbista a 15 e dirigente sportivo britannico
- 2 ottobre - Emanuel Farrugia, ex calciatore maltese
- 2 ottobre - Tullio Ferro, compositore e chitarrista italiano
- 2 ottobre - Mamadou Jimi Mbaye, chitarrista senegalese († 2025)
- 2 ottobre - Osman Kavala, imprenditore e filantropo turco
- 2 ottobre - Donato Laraspata, criminale italiano
- 2 ottobre - Kate St John, polistrumentista, compositrice e arrangiatrice britannica
- 2 ottobre - Javier Subirats, allenatore di calcio e ex calciatore spagnolo
- 2 ottobre - Maurizio Venturi, allenatore di calcio e ex calciatore italiano
- 3 ottobre - Catia Bastioli, chimica e dirigente d'azienda italiana
- 3 ottobre - Roberto Azevêdo, diplomatico brasiliano
- 3 ottobre - Adolfo Horta, pugile cubano († 2016)
- 3 ottobre - Roderic Noble, attore inglese
- 4 ottobre - Michael Anthony, ex pugile guyanese
- 4 ottobre - Antonio Cuomo, politico italiano
- 4 ottobre - Bill Fagerbakke, attore e doppiatore statunitense
- 4 ottobre - Yasuhiko Funago, politico giapponese
- 4 ottobre - Livia Iannoni, ex modella italiana
- 4 ottobre - Gregory Linteris, ex astronauta statunitense
- 4 ottobre - Gabriel Malzaire, arcivescovo cattolico santaluciano
- 4 ottobre - Gonçal Mayos Solsona, saggista e filosofo spagnolo
- 4 ottobre - István Palkovics, ex calciatore ungherese
- 4 ottobre - Russell Simmons, produttore discografico e imprenditore statunitense
- 4 ottobre - Martin Vetterli, ingegnere svizzero
- 4 ottobre - Umberto Vincenti, giurista italiano
- 5 ottobre - Marco Civoli, giornalista e conduttore televisivo italiano
- 5 ottobre - Jeanne Evert, tennista statunitense († 2020)
- 5 ottobre - Claudio Galderisi, filologo italiano
- 5 ottobre - Antônio Carlos Gueiros Ribeiro, ex pallavolista brasiliano
- 5 ottobre - Haydn Gwynne, attrice e cantante britannica († 2023)
- 5 ottobre - Philippe Houvion, ex astista francese
- 5 ottobre - Bernie Mac, comico, cabarettista e attore statunitense († 2008)
- 5 ottobre - Antonino Marino, carabiniere italiano († 1990)
- 5 ottobre - Jakob Nielsen, informatico e imprenditore danese
- 5 ottobre - Lee Thompson, sassofonista britannico
- 5 ottobre - Georgi Velinov, ex calciatore bulgaro
- 6 ottobre - Mark Cojuangco, politico e imprenditore filippino
- 6 ottobre - Michel De Jaeghere, storico e giornalista francese
- 6 ottobre - Filippos Dīmītriou, ex calciatore cipriota
- 6 ottobre - Bruno Fantini, allenatore di calcio e ex calciatore italiano
- 6 ottobre - Alfredo Griffin, ex giocatore di baseball e allenatore di baseball dominicano
- 6 ottobre - Bruce Grobbelaar, ex calciatore e allenatore di calcio zimbabwese
- 6 ottobre - Gino Iseppi, ex canottiere italiano
- 6 ottobre - Peter Müller, ex sciatore alpino svizzero
- 6 ottobre - Michele Pecora, cantautore italiano
- 6 ottobre - Roberto Riva, chitarrista italiano
- 6 ottobre - Marco Soldi, fumettista italiano
- 6 ottobre - Bill Stewart, allenatore di hockey su ghiaccio e ex hockeista su ghiaccio canadese
- 7 ottobre - Gregor Beugnot, ex cestista e allenatore di pallacanestro francese
- 7 ottobre - Edward James Burns, vescovo cattolico statunitense
- 7 ottobre - Jesús Candelas, allenatore di calcio a 5 spagnolo
- 7 ottobre - Robert Cattrall, ex hockeista su prato britannico
- 7 ottobre - Savino Cesario, chitarrista e conduttore radiofonico italiano
- 7 ottobre - Patrizia Gattaceca, cantante e scrittrice francese
- 7 ottobre - Faruk Hadžibegić, allenatore di calcio e ex calciatore bosniaco
- 7 ottobre - Marcus Lamb, predicatore, religioso e imprenditore statunitense († 2021)
- 7 ottobre - Gabriele Lanzi, politico italiano
- 7 ottobre - Michael W. Smith, cantante, compositore e chitarrista statunitense
- 7 ottobre - Drew Tal, fotografo israeliano
- 7 ottobre - Jayne Torvill, pattinatrice artistica su ghiaccio britannica
- 8 ottobre - Joseph Atiyeh, ex lottatore siriano
- 8 ottobre - Michail Bondarev, allenatore di calcio a 5 e ex calciatore russo
- 8 ottobre - Antonio Cabrini, ex calciatore e allenatore di calcio italiano
- 8 ottobre - Miguel de Andrés, ex calciatore spagnolo
- 8 ottobre - Grigorij Emec, ex triplista sovietico
- 8 ottobre - Ol'ga Krištop, ex marciatrice sovietica
- 8 ottobre - Luigi Maronese, militare e carabiniere italiano († 1981)
- 8 ottobre - Novatus Rugambwa, arcivescovo cattolico tanzaniano
- 8 ottobre - Michele Smargiassi, giornalista italiano
- 8 ottobre - Richard Thompson, fumettista e illustratore statunitense († 2016)
- 9 ottobre - Mirco Brilli, ex calciatore italiano
- 9 ottobre - Herman Brusselmans, scrittore, poeta e sceneggiatore belga
- 9 ottobre - Ivan Doroschuk, musicista canadese
- 9 ottobre - Ini Kamoze, cantante giamaicano
- 9 ottobre - Hans Kirchgasser, ex sciatore alpino austriaco
- 9 ottobre - Stanley Kwan, regista e produttore cinematografico cinese
- 9 ottobre - Raúl Martín, arcivescovo cattolico argentino
- 9 ottobre - Pierluigi Morizio, attore e regista teatrale italiano
- 9 ottobre - Guido Mosquera, ex cestista e allenatore di pallacanestro colombiano
- 9 ottobre - Jeff Pustil, attore, doppiatore e direttore del doppiaggio canadese
- 9 ottobre - Katt Shea, attrice, regista e sceneggiatrice statunitense
- 9 ottobre - Jurij Vladimirovič Usačëv, cosmonauta russo
- 10 ottobre - Armando Betancourt, calciatore honduregno († 2021)
- 10 ottobre - Ronald Borchers, calciatore tedesco († 2024)
- 10 ottobre - Reggie Carter, cestista statunitense († 1999)
- 10 ottobre - Ronny Claes, ex ciclista su strada e pistard belga
- 10 ottobre - Dirk Heyne, allenatore di calcio e ex calciatore tedesco
- 10 ottobre - Christel Justen, nuotatrice tedesca occidentale († 2005)
- 10 ottobre - Peppe Licciardi, chitarrista e compositore italiano
- 10 ottobre - David Lodge, doppiatore statunitense
- 10 ottobre - Nelson McCormick, regista e produttore cinematografico statunitense
- 10 ottobre - Maria Papadimitriou, fotografa greca
- 10 ottobre - Rumiko Takahashi, fumettista e character designer giapponese
- 10 ottobre - Roberto Terzani, polistrumentista italiano
- 10 ottobre - Artur Ullrich, ex calciatore tedesco orientale
- 11 ottobre - Lynda Chyzyk, sciatrice alpina canadese
- 11 ottobre - Gianfranco Cunico, pilota di rally italiano
- 11 ottobre - Ildikó Dalnoki, ex cestista ungherese
- 11 ottobre - Jim Davis, politico e avvocato statunitense
- 11 ottobre - Francky Dury, allenatore di calcio e ex calciatore belga
- 11 ottobre - Luciano Favero, ex calciatore italiano
- 11 ottobre - Dawn French, attrice, doppiatrice e comica britannica
- 11 ottobre - Eric Keenleyside, attore canadese
- 11 ottobre - Eugenio Randi, politico italiano
- 11 ottobre - Martin Wimmer, pilota motociclistico tedesco
- 11 ottobre - Lobão, cantante, compositore e polistrumentista brasiliano
- 11 ottobre - Jeannette Vega, politica e medica cilena
- 12 ottobre - Mariano Bizzarri, oncologo e saggista italiano
- 12 ottobre - Kristen Bjorn, fotografo, regista e produttore cinematografico britannico
- 12 ottobre - Jerry Butler, ex giocatore di football americano statunitense
- 12 ottobre - Clémentine Célarié, attrice francese
- 12 ottobre - Gary Garland, ex cestista e cantante statunitense
- 12 ottobre - Rémi Laurent, attore francese († 1989)
- 12 ottobre - Wilnelia Merced, modella portoricana
- 12 ottobre - Georges Ruggiu, conduttore radiofonico belga
- 12 ottobre - Sterling Saint Jacques, cantante, attore e modello statunitense († 1992)
- 12 ottobre - Bruno Santori, direttore d'orchestra, compositore e arrangiatore italiano
- 13 ottobre - Arturo Brachetti, trasformista, attore e illusionista italiano
- 13 ottobre - Jean-Michel Byron, cantante sudafricano
- 13 ottobre - Lincoln Child, scrittore statunitense
- 13 ottobre - Mr. Collipark, disc jockey e beatmaker statunitense
- 13 ottobre - Giorgio De Giorgis, ex calciatore, procuratore sportivo e dirigente sportivo italiano
- 13 ottobre - Marco Doria, storico e politico italiano
- 13 ottobre - Future Man, percussionista, inventore e compositore statunitense
- 13 ottobre - Lino Guzzella, ingegnere svizzero
- 13 ottobre - Arnt Kortgaard, ex calciatore norvegese
- 13 ottobre - Marc Macaulay, attore statunitense
- 13 ottobre - Eduardo Malásquez, ex calciatore peruviano
- 13 ottobre - Stefano Pedica, politico italiano
- 13 ottobre - Volker Strycek, docente, manager e ex pilota automobilistico tedesco
- 13 ottobre - Reggie Theus, ex cestista e allenatore di pallacanestro statunitense
- 14 ottobre - Michel Ettorre, allenatore di calcio e ex calciatore francese
- 14 ottobre - Laura Motta, ex sciatrice alpina italiana
- 14 ottobre - Gerhard Oechsle, bobbista tedesco
- 14 ottobre - Duilio Pizzocchi, comico e cabarettista italiano
- 14 ottobre - Sue Saliba, ex tennista australiana
- 14 ottobre - Rafael Soto, cavaliere spagnolo
- 14 ottobre - Ikuo Takahara, ex calciatore giapponese
- 14 ottobre - Enzo Traverso, storico italiano
- 15 ottobre - Bharati Achrekar, attrice indiana
- 15 ottobre - Stefano Bisi, giornalista e scrittore italiano
- 15 ottobre - Michael Caton-Jones, regista, attore e produttore cinematografico britannico
- 15 ottobre - Paul Engemann, cantante e musicista statunitense
- 15 ottobre - Gustavo Huerta, allenatore di calcio e ex calciatore cileno
- 15 ottobre - Mira Nair, regista e sceneggiatrice indiana
- 15 ottobre - Stacy Peralta, surfista, skater e regista statunitense
- 15 ottobre - Greg Tate, scrittore, musicista e produttore discografico statunitense († 2021)
- 16 ottobre - Claudio De Tommasi, ex calciatore italiano
- 16 ottobre - Georges Jacomo, ex calciatore francese
- 16 ottobre - Sabine John, ex multiplista tedesca
- 16 ottobre - Katalin Kováts, esperantista, pedagoga e linguista ungherese
- 16 ottobre - Guntars Krasts, politico lettone
- 16 ottobre - Joseph Jude Tyson, vescovo cattolico statunitense
- 16 ottobre - Michael Wiley, ex cestista statunitense
- 17 ottobre - Eleutheria Arvanitakī, cantante greca
- 17 ottobre - Lawrence Bender, produttore cinematografico statunitense
- 17 ottobre - Antonio Galdo, giornalista e scrittore italiano
- 17 ottobre - Bill Mayfield, ex cestista statunitense
- 17 ottobre - Steve McMichael, wrestler, giocatore di football americano e allenatore di football americano statunitense († 2025)
- 17 ottobre - Pino Palladino, bassista, compositore e produttore discografico britannico
- 17 ottobre - Paul Sereno, paleontologo statunitense
- 17 ottobre - Marek Seweryn, ex sollevatore polacco
- 17 ottobre - Mario Spallino, attore italiano
- 17 ottobre - Vincent Van Patten, ex tennista e attore statunitense
- 17 ottobre - Aleksandr Xapsalïs, ex calciatore sovietico
- 18 ottobre - Francisco Cerro Chaves, arcivescovo cattolico spagnolo
- 18 ottobre - Elisabetta Cesone, doppiatrice italiana
- 18 ottobre - Germán Filloy, ex cestista argentino
- 18 ottobre - Gary Gensler, banchiere e politico statunitense
- 18 ottobre - Rosane Gofman, attrice e produttrice cinematografica brasiliana
- 18 ottobre - Jon Lindstrom, attore, scrittore e regista statunitense
- 18 ottobre - Mihailo Petrović, allenatore di calcio e ex calciatore austriaco
- 18 ottobre - Catherine Ringer, cantante, ballerina e attrice pornografica francese
- 18 ottobre - Antonio Tasso, politico italiano
- 19 ottobre - Dorinda Clark-Cole, cantautrice e conduttrice televisiva statunitense
- 19 ottobre - Almir Franco de Lima, ex giocatore di calcio a 5 brasiliano
- 19 ottobre - Olaf Heredia, ex calciatore messicano
- 19 ottobre - Jürgen Milewski, ex calciatore tedesco
- 19 ottobre - Karl Wallinger, cantante, compositore e polistrumentista britannico († 2024)
- 19 ottobre - Zhang Yu, attrice cinese
- 20 ottobre - Anouar Brahem, musicista e compositore tunisino
- 20 ottobre - Susanna Haavisto, attrice e cantante finlandese
- 20 ottobre - Manuel Huerga, regista e sceneggiatore spagnolo
- 20 ottobre - Hilda Solis, politica statunitense
- 20 ottobre - Arthur Whitney, informatico canadese
- 21 ottobre - Julian Cope, cantante, chitarrista e scrittore gallese
- 21 ottobre - Steve Galliers, ex calciatore inglese
- 21 ottobre - Mária Jasenčáková, ex slittinista slovacca
- 21 ottobre - Wolfgang Ketterle, fisico tedesco
- 21 ottobre - Steve Lukather, cantante, chitarrista e produttore discografico statunitense
- 21 ottobre - Ilijas Mašnić, ex cestista bosniaco
- 21 ottobre - Barbara Scoppa, attrice italiana
- 21 ottobre - László Szalma, ex lunghista ungherese
- 22 ottobre - Dumitru Cipere, ex pugile rumeno
- 22 ottobre - Massimo Della Valle, astrofisico italiano
- 22 ottobre - Henry Lauterbach, ex lunghista tedesco
- 22 ottobre - Gerd Nagel, ex altista tedesco
- 22 ottobre - Pedrinho, procuratore sportivo e ex calciatore brasiliano
- 22 ottobre - Pär Sundberg, attore svedese
- 23 ottobre - Anna Maria Krabbenborg, ex cestista brasiliana
- 23 ottobre - Luca Bellotti, politico italiano
- 23 ottobre - Beat Breu, ex ciclista su strada e ciclocrossista svizzero
- 23 ottobre - Paul Kagame, politico e generale ruandese
- 23 ottobre - Martin Luther King III, attivista statunitense
- 23 ottobre - Francisco Mangado, architetto spagnolo
- 23 ottobre - Sunil Bharti Mittal, imprenditore indiano
- 23 ottobre - Adam Nawałka, allenatore di calcio e ex calciatore polacco
- 23 ottobre - Giacomo Piangerelli, ex calciatore italiano
- 23 ottobre - Juan Daniel Pirán, ex schermidore argentino
- 23 ottobre - Vladimir Raskatov, nuotatore sovietico († 2014)
- 23 ottobre - Graham Rix, allenatore di calcio e ex calciatore inglese
- 23 ottobre - Ol'ga Slavnikova, scrittrice russa
- 23 ottobre - Pino Tripodi, scrittore e saggista italiano
- 23 ottobre - Michael Glenn Williams, compositore, pianista e ingegnere elettrotecnico statunitense
- 24 ottobre - John Kassir, attore e doppiatore statunitense
- 24 ottobre - Art Monterastelli, sceneggiatore e produttore televisivo statunitense
- 24 ottobre - Ricardo Preve, regista, fotografo e attivista argentino
- 24 ottobre - Martin Weber, ex calciatore svizzero
- 25 ottobre - Anne Canovas, attrice francese
- 25 ottobre - Alvise Borghi, autore televisivo e personaggio televisivo italiano
- 25 ottobre - Nancy Cartwright, attrice e doppiatrice statunitense
- 25 ottobre - Enrique López Zarza, allenatore di calcio e ex calciatore messicano
- 25 ottobre - Robbie McIntosh, chitarrista britannico
- 25 ottobre - Renato Miele, avvocato, dirigente sportivo e ex calciatore italiano
- 25 ottobre - Claudio Nocera, attore e comico italiano († 2004)
- 25 ottobre - Atsushi Onita, wrestler giapponese
- 25 ottobre - Suzete Pereira da Silva, ex cestista brasiliana
- 25 ottobre - Piet Wildschut, ex calciatore olandese
- 26 ottobre - Franco Cicero, giornalista, critico cinematografico e saggista italiano
- 26 ottobre - Hugh Dallas, ex arbitro di calcio scozzese
- 26 ottobre - Julie Dawn Cole, attrice britannica
- 26 ottobre - Giovannella Grifeo, attrice italiana
- 26 ottobre - Dwight Lodeweges, allenatore di calcio e ex calciatore olandese
- 26 ottobre - Manuel Rivas, scrittore spagnolo
- 26 ottobre - Moony Witcher, scrittrice italiana
- 26 ottobre - Xiu Lijuan, ex cestista cinese
- 27 ottobre - Walter Cecconi, danzatore su ghiaccio italiano
- 27 ottobre - Jeff East, attore statunitense
- 27 ottobre - Andrea Gabrielli, imprenditore e dirigente sportivo italiano
- 27 ottobre - Gino Gerosa, cardiochirurgo italiano
- 27 ottobre - Humberto Grondona, allenatore di calcio e ex calciatore argentino
- 27 ottobre - Glenn Hoddle, ex calciatore e allenatore di calcio inglese
- 27 ottobre - Peter Marc Jacobson, produttore televisivo, sceneggiatore e attore statunitense
- 27 ottobre - Virgílio Lopes, ex calciatore portoghese
- 27 ottobre - Fabio Nieder, compositore, pianista e direttore d'orchestra italiano
- 27 ottobre - Massimo Olcese, comico e attore italiano
- 27 ottobre - Shin'ichirō Takahashi, ex calciatore giapponese
- 27 ottobre - Tsai Ming-liang, regista e sceneggiatore malese
- 27 ottobre - Jürgen Uteß, ex calciatore tedesco orientale
- 27 ottobre - Tullio Visioli, compositore, flautista e cantante italiano
- 28 ottobre - Betsy Aidem, attrice statunitense
- 28 ottobre - Florence Arthaud, velista, navigatore e scrittrice francese († 2015)
- 28 ottobre - Christian Berkel, attore tedesco
- 28 ottobre - Marco Cattaneo, ex ciclista su strada italiano
- 28 ottobre - Thomas Geissmann, zoologo svizzero
- 28 ottobre - Scott Hahn, teologo statunitense
- 28 ottobre - Hernán Darío Herrera, allenatore di calcio e ex calciatore colombiano
- 28 ottobre - Graham Jones, ex ciclista su strada britannico
- 28 ottobre - Dragi Kaličanin, ex calciatore serbo
- 28 ottobre - Ahmet Kaya, cantautore curdo († 2000)
- 28 ottobre - Klaus-Heiner Lehne, avvocato e politico tedesco
- 28 ottobre - Rachel Levine, funzionaria e medica statunitense
- 28 ottobre - Stephen Morris, musicista britannico
- 28 ottobre - Tiziano Siviero, copilota di rally italiano
- 28 ottobre - Zach Wamp, politico statunitense
- 29 ottobre - José António, allenatore di calcio e calciatore portoghese († 2005)
- 29 ottobre - Dan Castellaneta, attore e doppiatore statunitense
- 29 ottobre - Toni Childs, cantautrice e musicista statunitense
- 29 ottobre - Massimo Donà, filosofo e musicista italiano
- 29 ottobre - Gian Luca Favetto, scrittore, giornalista e drammaturgo italiano
- 29 ottobre - Kelly Garni, bassista statunitense
- 29 ottobre - Chris Lebenzon, montatore statunitense
- 29 ottobre - Walter Natynczyk, generale canadese
- 29 ottobre - Sofia di Romania, principessa rumena
- 29 ottobre - John Stroud, ex cestista statunitense
- 29 ottobre - Mike Varney, produttore discografico statunitense
- 30 ottobre - Vic Bozanic, ex calciatore australiano
- 30 ottobre - Bruce Braley, politico e avvocato statunitense
- 30 ottobre - Mario Castillo, ex calciatore salvadoregno
- 30 ottobre - Joaquim Costa, ex cestista e allenatore di pallacanestro spagnolo
- 30 ottobre - Linus, conduttore radiofonico e conduttore televisivo italiano
- 30 ottobre - Ľubomír Ftáčnik, scacchista slovacco
- 30 ottobre - Aleksandr Lazutkin, cosmonauta russo
- 30 ottobre - Shlomo Mintz, violinista e direttore d'orchestra israeliano
- 30 ottobre - Kevin Pollak, attore, comico e imitatore statunitense
- 30 ottobre - Jackie Sato, wrestler giapponese († 1999)
- 31 ottobre - Giorgio Amitrano, iamatologo e traduttore italiano
- 31 ottobre - Salvatore Annacondia, mafioso e collaboratore di giustizia italiano
- 31 ottobre - Pierre Bensusan, chitarrista francese
- 31 ottobre - Lloyd Burruss, ex giocatore di football americano statunitense
- 31 ottobre - Monica Centanni, grecista e filologa classica italiana
- 31 ottobre - Steve Gritt, allenatore di calcio e ex calciatore inglese
- 31 ottobre - Yvon Joseph, ex pallavolista e ex cestista haitiano
- 31 ottobre - Barbro Lindqvist, ex cestista svedese
- 31 ottobre - César Marcano, ex calciatore venezuelano
- 31 ottobre - Robert Pollard, cantautore e chitarrista statunitense
- 31 ottobre - Juha Repo, copilota di rally finlandese
- 31 ottobre - Brian Stokes Mitchell, attore, cantante e compositore statunitense